# Wahlkreis Weimar I – Weimarer Land II
Der Wahlkreis Weimar I – Weimarer Land II (Wahlkreis 31) ist ein Landtagswahlkreis in Thüringen.
Er umfasst von der kreisfreien Stadt Weimar die Ortsteile Schöndorf, Süßenborn und Tiefurt/Dürrenbacher Hütte und vom Landkreis Weimarer Land die Städte Apolda und Bad Sulza sowie die Gemeinden Eberstedt, Großheringen, Ilmtal-Weinstraße, Niedertrebra, Obertrebra und Schmiedehausen.  Bis zur Landtagswahl 2009 hieß der Wahlkreis noch Weimarer Land II; die Weimarer Stadtteile gehörten zum Wahlkreis Weimar.

## Landtagswahl 2024
Die Landtagswahl fand am 1. September 2024 statt. Im Wahlkreis traten die nachfolgenden Direktkandidaten an:

| Gegenstand der Nachweisung | Gegenstand der Nachweisung | Erst- stimmen | Erst- stimmen | Zweit- stimmen | Zweit- stimmen |
| Bewerber                   | Partei                     | Anzahl        | %             | Anzahl         | %              |
| -------------------------- | -------------------------- | ------------- | ------------- | -------------- | -------------- |
| Wahlberechtigte            | Wahlberechtigte            | 33.984        | 33.984        | 33.984         | 33.984         |
| Wähler                     | Wähler                     | 24.990        | 24.990        | 24.990         | 73,5           |
| Ungültige Stimmen          | Ungültige Stimmen          | 359           | 1,4           | 190            | 0,8            |
| Gültige Stimmen            | Gültige Stimmen            | 24.631        | 98,6          | 24.800         | 99,2           |
| davon                      |                            |               |               |                |                |
| Michael Eberhardt          | DIE LINKE                  | 2.596         | 10,3          | 2.966          | 12,0           |
| Peter Gerhardt             | AfD                        | 9.437         | 38,3          | 8.785          | 35,4           |
| Thomas Gottweiss           | CDU                        | 9.184         | 37,3          | 5.924          | 23,9           |
| Steven Büchner             | SPD                        | 1.123         | 4,6           | 1.192          | 4,8            |
| Max Reschke                | GRÜNE                      | 895           | 3,6           | 533            | 2,1            |
| Patrick Martin             | FDP                        | 390           | 1,6           | 332            | 1,3            |
|                            | TIERSCHUTZ hier!           |               |               | 269            | 1,1            |
|                            | ÖDP / Familie ..           | 29            | 0,1           |                |                |
|                            | PIRATEN                    | 51            | 0,2           |                |                |
|                            | MLPD                       | 19            | 0,1           |                |                |
|                            | BÜNDNIS DEUTSCHLAND        | 116           | 0,5           |                |                |
|                            | BSW                        | 3.971         | 16,0          |                |                |
|                            | FAMILIE                    | 131           | 0,5           |                |                |
| Ute Sauer                  | FREIE WÄHLER               |               |               | 388            | 1,6            |
|                            | WU                         |               |               | 94             | 0,4            |

## Landtagswahl 2019
Die Landtagswahl in Thüringen 2019 brachte folgendes Wahlkreisergebnis:
| Direktkandidat                   | Partei                         | Wahlkreisstimmen in % | Landesstimmen in % |
| -------------------------------- | ------------------------------ | --------------------- | ------------------ |
| Thomas Gottweiss                 | CDU                            | 29,4                  | 30,4               |
| Sabine Berninger                 | DIE LINKE                      | 16,1                  | 25,3               |
| Jörg Rietschel                   | SPD                            | 7,4                   | 6,5                |
| Ulrich Kühn                      | AfD                            | 20,8                  | 23,8               |
| Max Reschke                      | GRÜNE                          | 7,9                   | 4,0                |
| –                                | NPD                            | –                     | 0,5                |
| Lukas Rost                       | FDP                            | 3,5                   | 5,0                |
| –                                | PIRATEN                        | –                     | 0,3                |
| –                                | Die PARTEI                     | –                     | 1,0                |
| –                                | KPD                            | –                     | 0,1                |
| –                                | TIERSCHUTZ hier!               | –                     | 1,2                |
| –                                | BGE                            | –                     | 0,3                |
| –                                | DIE DIREKTE!                   | –                     | 0,2                |
| –                                | Blaue #Team Petry Thüringen    | –                     | 0,1                |
| –                                | Graue Panther                  | –                     | 0,6                |
| –                                | MLPD                           | –                     | 0,2                |
| –                                | ÖDP                            | –                     | 0,2                |
| –                                | Gesundheitsforschung           | –                     | 0,5                |
|                                  |                                |                       |                    |
| Andreas Weise                    | FREIE WÄHLER                   | 1,8                   | –                  |
| Wolfgang Serway                  | Internationalistisches Bündnis | 0,1                   | –                  |
| Hans-Helmut Münchberg            | Einzelbewerber                 | 13,0                  | –                  |
| Wahlberechtigte Einwohner 35.055 |                                |                       |                    |
| Wahlbeteiligung 65 %             |                                |                       |                    |

## Landtagswahl 2014
Die Landtagswahl in Thüringen 2014 erbrachte folgendes Wahlkreisergebnis:
| Name                              | Partei       | Anteil der Erststimmen |
| --------------------------------- | ------------ | ---------------------- |
| Christine Lieberknecht            | CDU          | 45,0 %                 |
| Ercan Ayboga                      | Die Linke    | 19,8 %                 |
| Dirk Schütze                      | SPD          | 17,5 %                 |
| Andreas Weise                     | Freie Wähler | 6,4 %                  |
| Reinhold Leidenfrost              | NPD          | 4,5 %                  |
| Johannes Brink                    | GRÜNE        | 4,1 %                  |
| Guido von Pöllnitz                | FDP          | 2,8 %                  |
| Wahlberechtigte: 40.036 Einwohner |              |                        |
| Wahlbeteiligung: 54,7 %           |              |                        |

## Landtagswahl 2009
Bei der Landtagswahl in Thüringen 2009 traten folgende Kandidaten an:
| Name                              | Partei    | Anteil der Erststimmen |
| --------------------------------- | --------- | ---------------------- |
| Christine Lieberknecht            | CDU       | 37,2 %                 |
| Sandro Witt                       | Die Linke | 20,4 %                 |
| Dirk Schütze                      | SPD       | 23,9 %                 |
| Jens Hackbarth                    | GRÜNE     | 5,8 %                  |
| Gunnar Wagenknecht                | FDP       | 8,2 %                  |
| Martin Rühlemann                  | NPD       | 4,5 %                  |
| Wahlberechtigte: 37.618 Einwohner |           |                        |
| Wahlbeteiligung: 55,6 %           |           |                        |

## Landtagswahl 2004
Bei der Landtagswahl in Thüringen 2004 traten folgende Kandidaten an:
| Name                              | Partei    | Anteil der Erststimmen |
| --------------------------------- | --------- | ---------------------- |
| Christine Lieberknecht            | CDU       | 53,3 %                 |
| Jan Tampe                         | PDS       | 24,0 %                 |
| Frank Weber                       | SPD       | 15,4 %                 |
| Diana Langbein                    | GRÜNE     | 4,4 %                  |
| Constanze Kubitz                  | parteilos | 2,8 %                  |
| Wahlberechtigte: 38.820 Einwohner |           |                        |
| Wahlbeteiligung: 54,0 %           |           |                        |

## Landtagswahl 1999
Bei der Landtagswahl in Thüringen 1999 traten folgende Kandidaten an:
| Name                              | Partei | Anteil der Erststimmen |
| --------------------------------- | ------ | ---------------------- |
| Christine Lieberknecht            | CDU    | 55,2 %                 |
| Kurt Weyh                         | SPD    | 20,5 %                 |
| Sigrun Heimbürge                  | PDS    | 17,7 %                 |
| Carsten Meyer                     | GRÜNE  | 1,8 %                  |
| Hans Siegert                      | REP    | 2,3 %                  |
| Andreas Kniepert                  | FDP    | 2,5 %                  |
| Wahlberechtigte: 38.915 Einwohner |        |                        |
| Wahlbeteiligung: 61,1 %           |        |                        |

## Bisherige Abgeordnete
Direkt gewählte Abgeordnete des Wahlkreises Weimarer Land II bzw. Weimar-Land II waren:
| Jahr | Name                   | Partei | Anteil der Erststimmen |
| ---- | ---------------------- | ------ | ---------------------- |
| 2019 | Thomas Gottweiss       | CDU    | 29,4 %                 |
| 2014 | Christine Lieberknecht | CDU    | 45,0 %                 |
| 2009 | Christine Lieberknecht | CDU    | 37,2 %                 |
| 2004 | Christine Lieberknecht | CDU    | 53,3 %                 |
| 1999 | Christine Lieberknecht | CDU    | 55,2 %                 |
| 1994 | Christine Lieberknecht | CDU    | 46,8 %                 |